# ملالی شینواری
ملالی شینواری (زاده: ۱۳۵۴، ولایت هرات) سیاست‌مدار افغانستانی و نماینده مردم کابل در دوره پانزدهم مجلس نمایندگان افغانستان است.

## زندگی‌نامه
ملالی شینواری متولد ۱۳۵۴ از ولایت هرات افغانستان است. وی دارای مدرک تحصیلی لیسانس از دانشکده حقوق و علوم سیاسی دانشگاه کابل است.

## دیگر فعالیت‌ها
- کارمند رادیو بی‌بی‌سی.[۱]